# Arum balansanum
Arum balansanum — многолетнее клубневое травянистое растение, вид рода Аронник (Arum) семейства Ароидные (Araceae).

## Ботаническое описание
Клубневые травы, растущие в конце осени от дискообразного, вертикально расположенного клубня 3,5—6 см в диаметре, 2—2,5 см толщиной.

### Листья
Черешки 13—23,5 см длиной, 3—4,5 мм в диаметре,. Листовая пластинка продолговато-копьевидная, вершина островатая, 8—14 см длиной, 3,5—10 см шириной, на вершине заострённая, от тёмно-зелёной до зелёной.

### Соцветия и цветки
Соцветие с запахом лошадиных экскриментов. Цветоножка почти равная листьям, цилиндрическая, 13—26 см длиной, 3—4 мм в диаметре, зелёная. Покрывало 9—14 см длиной; трубка продолговато-цилиндрическая, несколько раздутая, 2—3,5 см длиной, 1—1,5 см шириной, на вершине сжатая, снаружи зелёная, внутри белая; пластинка от узко-ланцетовидной до ланцетовидно-овальной, 7—10,5 см длиной, 1—3,5 см шириной, вертикальная, заострённая, снаружи бледно-зелёная, внутри от бледно-зелёной до фиолетовой.
Початок 4—7 см длиной. Придаток тонко-цилиндрический, на неотчётливой ножке 2—5 см длиной, 2—3,5 мм в диаметре, фиолетовый, ножка более бледная. Стаминодии в трёх витках, составляют зону в 4,5—5 мм длиной; выросты нитевидные, извилистые, 3,5—6,5 мм длиной, беловато-жёлтые; основание удлинённо-коническое, гладкое кремовое. Промежутки: верхний 3—3,5 мм длиной, мелко-продольно-ребристый, кремовый; нижний 3—4 мм длиной, с несколькими рассеянными остатками оснований пистиллодиев, кремовый. Мужские цветки в более-менее квадратной зоне 2,5—3 мм длиной, 3—3,5 мм шириной; пыльники и связник фиолетовые. Пистиллодии в 4 или 5 витках, составляют зону в 4—4,5 мм длиной; выросты нитевидные, извилистые, 2—6 мм длиной, беловато-жёлтые; основание раздутое, гладкое, кремовое. Женские цветки в продолговато-цилиндрической зоне 10—17 мм длиной; завязь продолговатая, на вершине сглаженная, 2—2,5 мм длиной, кремовая, с фиолетовой вершиной; рыльце кремовое.
Цветёт с мая по июнь.

## Распространение
Западная Турция.
Растёт в лиственных лесах, в тенистых оврагах, на высоте 1100—1200 м над уровнем моря.